# Люнгбю (футбольний клуб)
«Люнгбю БК» (дан. Lyngby Boldklub af 1921) — данський футбольний клуб з Конгенс Люнгбю. Заснований 1921 року.

## Історія
З 2009 по 2013 команду очолював відомий тренер Нільс Фредеріксен.

## Досягнення
Суперліга:
- Переможець (2): 1983, 1992

Кубок Данії:
- Володар кубка (3): 1984, 1985, 1990

## Виступи в єврокубках
| Сезон     | Змагання                     | Раунд | Клуб              | Вдома | На виїзді | В сукупності |
| --------- | ---------------------------- | ----- | ----------------- | ----- | --------- | ------------ |
| 1982–83   | Кубок УЄФА                   | 1Р    | Браге             | 1–2   | 2–2       | 3–4          |
| 1984–85   | Кубок Європейських чемпіонів | 1Р    | Ельбасані         | 3–0   | 3–0       | 6–0          |
| 1984–85   | Кубок Європейських чемпіонів | 2Р    | Спарта Прага      | 0–0   | 1–2       | 1–2          |
| 1985–86   | Кубок володарів кубків       | 1Р    | Голвей Юнайтед    | 1–0   | 3–2       | 4–2          |
| 1985–86   | Кубок володарів кубків       | 2Р    | Црвена Звезда     | 2–2   | 1–3       | 3–5          |
| 1986–87   | Кубок УЄФА                   | 1Р    | Ксамакс           | 0–2   | 1–3       | 1–5          |
| 1990–91   | Кубок володарів кубків       | 1Р    | Рексем            | 0–0   | 0–1       | 0–1          |
| 1992–93   | Ліга чемпіонів               | 1Р    | Рейнджерс         | 0–2   | 0–1       | 0–3          |
| 1996–97   | Кубок УЄФА                   | КР    | Мура              | 0–0   | 2–0       | 2–0          |
| 1996–97   | Кубок УЄФА                   | 1Р    | Брюгге            | 1–1   | 0–2       | 1–3          |
| 1999–2000 | Кубок УЄФА                   | КР    | Біркіркара        | 7–0   | 0–0       | 7–0          |
| 1999–2000 | Кубок УЄФА                   | 1Р    | Локомотив Москва  | 1–2   | 0–3       | 1–5          |
| 2017–18   | Ліга Європи                  | 1КР   | Бангор Сіті       | 1–0   | 3–0       | 4–0          |
| 2017–18   | Ліга Європи                  | 2КР   | Слован Братислава | 2–1   | 1–0       | 3–1          |
| 2017–18   | Ліга Європи                  | 3КР   | Краснодар         | 1–3   | 1–2       | 2–5          |